# Psammphiletria delicata
Psammphiletria delicata är en fiskart som beskrevs av Roberts 2003. Psammphiletria delicata ingår i släktet Psammphiletria och familjen Amphiliidae. IUCN kategoriserar arten globalt som otillräckligt studerad. Inga underarter finns listade i Catalogue of Life.